# 463
Het jaar 463 is het 63e jaar in de 5e eeuw volgens de christelijke jaartelling.

## Gebeurtenissen

### Europa
- Slag bij Orléans: De Gallo-Romeinen onder bevel van Aegidius verslaan bij Orléans met steun van de Franken onder leiding van koning Childerik I de Visigoten.
- De Sueben voeren in Gallaecia (Noord-Spanje) een strijd om de troonsopvolging. Koning Remismund weet uiteindelijk de Suebische stammen te herenigen.